# Thảm họa mỏ than Hōjō
Thảm họa mỏ Mitsubishi Hōjō xảy ra ngày 15 tháng 12 năm 1914 tại Kyushu, Nhật Bản. Một vụ nổ khí ga tại mỏ than Hōjō (Hojyo) đã cướp đi sinh mạng của 687 người. Đây là vụ thảm họa mỏ tồi tệ nhất trong lịch sử Nhật Bản.

## Các chi tiết về mỏ
Mitsubishi chính thức mở cửa mỏ Hōjō vào năm 1908. Đây là chiếc mỏ thứ 7 trong mạng lưới các mỏ khai thác tinh vi được biết đến qua tên gọi ruộng than Mitsubishi Chikuho. Cở sở khai thác là một mỏ trục, tiên phong trong việc khai khoáng trục với độ sâu cao tại Nhật Bản và là một trong các mỏ khai khoáng rất sâu đương thời, có những đoạn sâu tới 90 mét.

## Vụ nổ
Ngày 15 tháng 12 năm 1914, bụi than và khí metan hòa trộn lẫn nhau trong không khí cho tới lúc một tia lửa điện bất chợt nào đó đã kích cháy một vụ nổ khổng lồ. Vụ nổ đánh bật lồng của trục mỏ, thường được dùng để chuyên chở công nhân mỏ vào và ra khỏi mỏ, bay ra khỏi trục mỏ.
Sau vụ nổ, các chủ quản của mỏ khai thác đã cắt hàng trăm quả cam và ném chúng xuống dưới mỏ, nghĩ rằng chất chua citrat sẽ trung hòa khí ga độc hại. Khi đội cứu hộ leo xuống dưới mỏ, họ "mỗi người ngậm một miếng cam mùa hè trong mồm và chỉ thở bằng mũi mà thôi" với cùng niềm tin như vậy. Không lâu sau, trong khi ngăn ngừa đám cháy khỏi lan ra cả hầm mỏ và phá hủy nguồn than quý giá, cửa hầm mỏ đã được khóa chặt và niêm đóng lại để dập tắt đám cháy nhưng kết quả là điều này cũng giết chết bất cứ ai còn sống sót sau vụ nổ đầu tiên dưới hầm. Cũng như tại hầu hết các mỏ khai khoáng khác tại Nhật Bản, vợ chồng cùng làm việc với nhau và một ước tính đã chỉ ra 20% trong số các nạn nhân thiệt mạng là phụ nữ.

## Lượng thiệt mạng theo khu vực hầm mỏ
Lượng thiệt mạng theo vị trí khu vực hầm mỏ.
| Khu vực                        | Thương vong |
| ------------------------------ | ----------- |
| Thượng Tả Nogi                 | 112         |
| Khu vực Hạ Hữu Mata            | 250         |
| Khu vực Tân Hạ Oyama thứ tư    | 60          |
| Tân Hạ Kuroki thứ hai          | 88          |
| Con dốc phải, Tân Mata thứ hai | 70          |
| Ditto, Hạ Tả thứ ba            | 50          |
| Tân Hạ Mata thứ ba             | 50          |

## Ghi chép lịch sử
Ghi chú
1. ↑  Các nguồn tin khác nhau cho ra các số liệu thương vong khác nhau:680[1] 686[2] Orii điều tra báo cáo rằng Mitsubishi có thể đã cố gắng che đậy số người chết thực tế mà trên thực tế có thể lên tới 1000 thợ mỏ đã thiệt mạng[3]

1. 1 2 3  Burton 2014, tr. 72.
2. 1 2  Cleveland & Morris 2013, tr. 74.
3. 1 2 3 4  Burton 2014, tr. 73.
4. 1 2  Walker 2011, tr. 188.

Tham khảo
- Burton, W. Donald (2014). Coal-Mining Women in Japan: Heavy Burdens. Routledge. ISBN 9781317800422. - Tổng số trang: 256
- Cleveland, Cutler J.; Morris, Christopher G. (2013). Handbook of Energy: Chronologies, Top Ten Lists, and Word Clouds. Elsevier. ISBN 9780124170193. - Tổng số trang: 968
- Walker, Brett L. (2011). Toxic Archipelago: A History of Industrial Disease in Japan. University of Washington Press. ISBN 9780295803012. - Tổng số trang: 352